# Mella, Kuba
Mella är en ort i Kuba. Den ligger i provinsen Provincia de Santiago de Cuba, i den östra delen av landet, 700 km öster om huvudstaden Havanna. Mella ligger 122 meter över havet och antalet invånare är 33 667.
Terrängen runt Mella är platt åt sydväst, men åt nordost är den kuperad. Runt Mella är det ganska tätbefolkat, med 100 invånare per kvadratkilometer. Närmaste större samhälle är Palma Soriano, 19,5 km sydväst om Mella. Omgivningarna runt Mella är en mosaik av jordbruksmark och naturlig växtlighet.